# Санту-Андре (Сан-Паулу)
23°39′26″ пд. ш. 46°32′00″ зх. д. / 23.65722° пд. ш. 46.53333° зх. д.
Санту-Андре (порт. Santo André — «Святий Андрій») — місто на річці Тамандуатеї в штаті Сан-Паулу, за 18 км від міста Сан-Паулу, в межах агломерації останнього та в найбільш індустріально розвиненому районі Бразилії. Це центральна частина регіону ABC (A = Санту-Андре, B = Сан-Бернарду-ду-Кампу, C = Сан-Каетану-ду-Сул).
Поселення отримало статус міста в 1553 році, а починаючи з 1930-их років пройшло період інтенсивного росту. Тут розвинулися такі галузі промисловості як хімічна, текстильна, нафтопереробка, металообробка, металургія та друкарство. З 1910 року до міста була проведена залізниця São Paulo Railway Co. і Залізниця Сантус-Жундіаї. В 1954 році тут був створений центр (кафедра) католицького єпископства Сан-Андре. У 2002 році місто отримало сумну відомість через вбивство його мера на той час, Селсу Даніеля, цей злочин так і не було розкрито.

## Населення
Більшість населення міста має італійське, іспанське, португальське, японське та німецьке походження.
Крім того, у 1960-х роках значно збільшився міграційний потік людей з інших держав. В результаті, за оцінками експертів, близько 20% населення не є вихідцями з Сан-Паулу. Найчисленнішими мігрантами є вихідці з Баїї, Мінейросу та Паранаенсесу.
За оцінками 2022 року, місто налічує 748 919 мешканців.